# Aïn Charchar
Pour les articles homonymes, voir Auribeau (homonymie).
Aïn Charchar, appelée Auribeau, est une commune de la wilaya de Skikda en Algérie.

## Toponymie
Probablement du Tamazight 'CRCR' ruisseller.